# Шредер, Пётр Петрович
Пётр Петрович Шредер (1866—1942) — мелитопольский купец, член IV Государственной думы от Таврической губернии.

## Биография
Меннонит. Старший из сыновей Петра Генриховича Шредера (1838—1896) от второго брака с Марией Классен (1845—1911). Вырос в родительском имении Тащенак Мелитопольского уезда. После смерти отца унаследовал имения в Перекопском и Симферопольском уездах Таврической губернии (1530 десятин).
Среднее образование получил в Екатеринославском реальном училище. Затем поселился в имении Ново-Никольск Перекопского уезда, где посвятил себя сельскому хозяйству и общественной деятельности. Был записан купцом 2-й гильдии города Мелитополя. Состоял председателем правления Общества для содержания Крымского меннонитского центрального училища в Карасане, а также членом благотворительных и просветительных обществ.
В 1912 году был избран членом IV Государственной думы от общего состава выборщиков Таврического губернского избирательного собрания. Примыкал к фракции прогрессистов. Состоял членом комиссий: сельскохозяйственной, по вероисповедальным вопросам, о народном здравии, по переселенческому делу и бюджетной.
После Октябрьской революции, в 1918 году переехал в Симферополь, через несколько лет — в Александровск, а затем в Хортицу. Будучи холостяком, проживал с семьей своей сестры Маргариты. Скончался в 1942 году.